# Ханс Албрехт фон Барфус
Йохан (Ханс) Албрехт фон Барфус (на немски: Johann (Hans) Albrecht von Barfus/Barfuß; * 1635, Мьоглин при Врицен, Марк Бранденбург; † 27 декември 1704, Косенблат при Бесков, Марк Бранденбург) е бранденбургски и пруски генерал-фелдмаршал, за кратко премиер-министър при пруския крал Фридрих I през 1697 г.

## Биография
Произлиза от старинната бранденбургска фамилия на господарите фон Барфус. Той е син на полковник Георг Хенинг фон Барфус (1611 – 1673) и съпругата му Цецилия фрайин фон Винс от заможна бранденбургска фамилия.
Още като млад Ханс Албрехт е на военна служба. Бие се в битките против Полша, Швеция и Франция и преди всички против Османската империя. През 1656 г. участва в Северната война. През 1683 г. е командир в похода против турците.
На 30 април или 14 септември 1688 г. курфюрст Фридрих III| го повишава на генерал-лейтенант, а на 11 декември същата година е номиниран за таен военен съветник. През 1691 г. Ханс Албрехт отказва издигането му на имперски граф. На 15 юни 1695 г. Барфус става фелдмаршал-лейтенант.
Фон Барфус е издигнат през 1699 г. от кайзер Леополд I на имперски граф. Той приема това, понеже е женен за графиня Елеонора фон Дьонхоф. Графската диплома е подписана на 10 септември 1699 г.
Заради една интрига против премиер-министър граф Йохан Казимир Колбе фон Вартенберг той напуска политическата си кариера през 1702 г. и се оттегля в своите имения.
Умира на 27 декември 1704 г. на 69-годишна възраст.

## Фамилия
Първи брак: на 6 юли 1667 г. със София Елизабет фон Шлабрендорф (* 1 март 1647; † 30 септември 1691). Бракът е бездетен.
Втори брак: през 1693 г., на 58 години, с 19-годишната графиня Елеонора фон Дьонхоф (* 23 май 1669; † 1726), дъщеря на граф оберкамерхер генерал-лейтенант Фридрих фон Дьонхоф (1639 – 1696) и Елеонора Катарина Елизабет фон Шверин (1646 – 1696). Баща е на трима сина, които са бездетни:
- Фридрих Ото фон Барфус (* 1694; † 3 септември 1717, Виена), граф фон Барфус, 1707 г. следва в рицарската академия Бранденбург, капитан и домхер, ранен в битката при Белград
- Карл Фридрих (умира млад), 1707 г. следва в рицарската академия Бранденбург, офицер
- Лудвиг (* 1700), с него завършва родът фон Барфус